# Ratpenat de ferradura llanós
El ratpenat de ferradura llanós (Rhinolophus luctus) és una espècie de ratpenat de la família dels rinolòfids. Viu a Bangladesh, Cambodja, la Xina, l'Índia, Indonèsia, Laos, Malàisia, Myanmar, Nepal, Singapur, Tailàndia i el Vietnam. El seu hàbitat natural al sud d'Àsia, aquesta espècie és un habitant del bosc, descansen solitaris o en parelles, en petites i grans cavernes, afloraments rocosos i cornises, i grans arbres amb buit. El seu vol és baix per sobre del terra i s'alimenta de coleòpters, tèrmits i altres insectes. Al sud-est d'Àsia, es considera que és dependent de bosc, tot i que està present en el bosc degradat (i aparentment és resistent a la pertorbació humana). Descansen en petits grups en els afloraments rocosos, esquerdes de la roca, forats en els penya-segats, forats poc profunds en els bancs de terra, els dormidors dels arbres, i arbres buits. A la Xina, la majoria han estat recollits en les zones boscoses, però també en túnels, pous de mines velles, arbres buits i sota escorça gruixuda. No hi ha cap amenaça significativa per a la supervivència d'aquesta espècie, tot i que està afectada per la desforestació per a la fusta, llenya i la conversió a usos agrícoles.